# Львовка (Омская область)
Львовка — деревня в Калачинском районе Омской области России. В составе Кабаньевского сельского поселения.

## История
Основана в 1896 году переселенцами из Восточной Европы, основное население — украинцы. Так же в деревне проживали русские, немцы, молдаване, поляки, болгары, сербы.
В 1928 г. состояла из 270 хозяйств, Центр Львовского сельсовета Калачинского района Омского округа Сибирского края.

## Население
| 2002 | 2010 |
| ---- | ---- |
| 459  | ↘242 |